# Roger Santa María del Águila
Roger Santa María del Águila (Bolognesi, 26 de septiembre de 1950) es un político peruano. 
Nació en el distrito de Tahuanía, provincia de Atalaya, departamento de Ucayali el 26 de septiembre de 1950. Cursó los estudios primarios y secundarios en su ciudad natal y superiores de educación primaria en el  Instituto Superior Pedagógico Horacio Zeballos Gamez de Pucallpa. Militó en el Partido Aprista Peruano hasta el año 2017.
Fue candidato al congreso por Ucayali en las elecciones generales del 2001 resultando electo por el Partido Aprista Peruano. En las elecciones municipales del 2018 se postuló como regidor del distrito de Manantay sin éxito.